# École mathématique de Cracovie
 (décembre 2023).
Si vous disposez d'ouvrages ou d'articles de référence ou si vous connaissez des sites web de qualité traitant du thème abordé ici, merci de compléter l'article en donnant les références utiles à sa vérifiabilité et en les liant à la section « Notes et références ».
L’École mathématique de Cracovie (polonais : Krakowska szkoła matematyczna) est un groupe de mathématiciens polonais travaillant entre 1918 et 1939 dans les universités de Cracovie : l'université Jagellonne de Cracovie et l'École des mines et de la métallurgie de Cracovie (Akademia Górniczo-Hutnicza im. Stanisława Staszica). Elle constituait un sous-groupe de l'École polonaise de mathématiques. Son champ d'étude était principalement l'analyse classique, les équations différentielles et les fonctions analytiques.
L'école de Cracovie des équations différentielles a été fondée par Tadeusz Ważewski, un élève de Stanisław Zaremba, et a été internationalement connue après la Seconde Guerre mondiale. L'école de Cracovie des fonctions analytiques a été fondée par Franciszek Leja. 
Parmi les membres notables du groupe, on peut citer Kazimierz Żorawski, Władysław Ślebodziński, Stanisław Gołąb, Ewa Grabska et Czesław Olech.